# Евсеенко, Павел Михайлович
Павел Михайлович Евсеенко (бел. Павел Міхайлавіч Яўсеенка; род. 30 октября 1980, Минск) — белорусский футболист, защитник.

## Карьера
Воспитанник ДЮСШ г. Могилёва и минской «Олимпии», первый тренер В. С. Чаплыгин. На взрослом уровне дебютировал в 1999 году в клубе высшей лиги «Молодечно». Следующие несколько сезонов провёл в клубах второй и первой лиги.
В 2006 году в составе «Минска» стал победителем турнира первой лиги, играя на правом краю атаки стал лучшим бомбардиром клуба с 6 голами. В следующем сезоне играл в высшей лиге за горожан, затем выступал за могилёвский «Савит» и жодинское «Торпедо».
В 2010 году подписал контракт с «Гомелем», куда его пригласил бывший тренер «Торпедо» Олег Кубарев. В составе «Гомеля» выиграл турнир первой лиги-2010. Играя по всей бровке и будучи штатным исполнителем «стандартов», он стал лучшим распасовщиком турнира с 15 голевыми пасами. Ещё два сезона он провёл за гомельскую команду в высшей лиге, в 2011 году стал обладателем Кубка Беларуси и бронзовых медалей чемпионата. Вторую половину сезона-2012 пропустил из-за травмы.
В 2013 году выступал за мозырскую «Славию», в её составе занял последнее место в чемпионате.
С 2014 по 2016 год играл за микашевичский «Гранит», за который он уже выступал в 2004 году. Сначала выходил на замену, но позднее смог закрепиться в основе. В феврале 2015 года продлил контракт с клубом. В сезоне 2015 оставался основным правым защитником команды в Высшей лиге.
Летом 2016 года стал игроком минского «Торпедо», где стал игроком основы. В декабре 2016 года продлил контракт с торпедовцами на следующий сезон.
26 января 2017 Павел Евсеенко принял решение завершить игровую карьеру и перешёл на тренерскую работу в солигорский «Шахтёр».

## Тренерская карьера
С начала 2017 года стал помогать Олегу Кубареву. В июле 2017 года вместе со всем тренерским штабом «Шахтёра» был отправлен в отставку. Вскоре стал помощником Кубарева в «Торпедо-БелАЗ». В конце 2018 года покинул свой пост.
С 2019 года был помощником Кубарева в латвийской «Елгаве», в августе 2020 года покинул клуб. Работал ассистентом в штабах сборной Беларуси при главном тренере Георгии Кондратьеве, а также при испанском специалисте Карлосе Алосе. В 2024 году возглавил дебютировавшую во взрослом футболе команду БФФ (U-17) и занял с ней 14-е место в первой лиге.
В августе 2023 года специалист получил тренерскую лицензию категории PRO.
В августе 2025 года вошел в штаб жодинского «Торпедо»-БЕЛАЗа.

## Достижения
- Обладатель Кубка Беларуси: 2010/11
- Обладатель Суперкубка Беларуси: 2012
- Бронзовый призёр чемпионата Беларуси: 2011
- Победитель Первой лиги Беларуси: 2006, 2010, 2014